# Equipollenza (cattolicesimo)

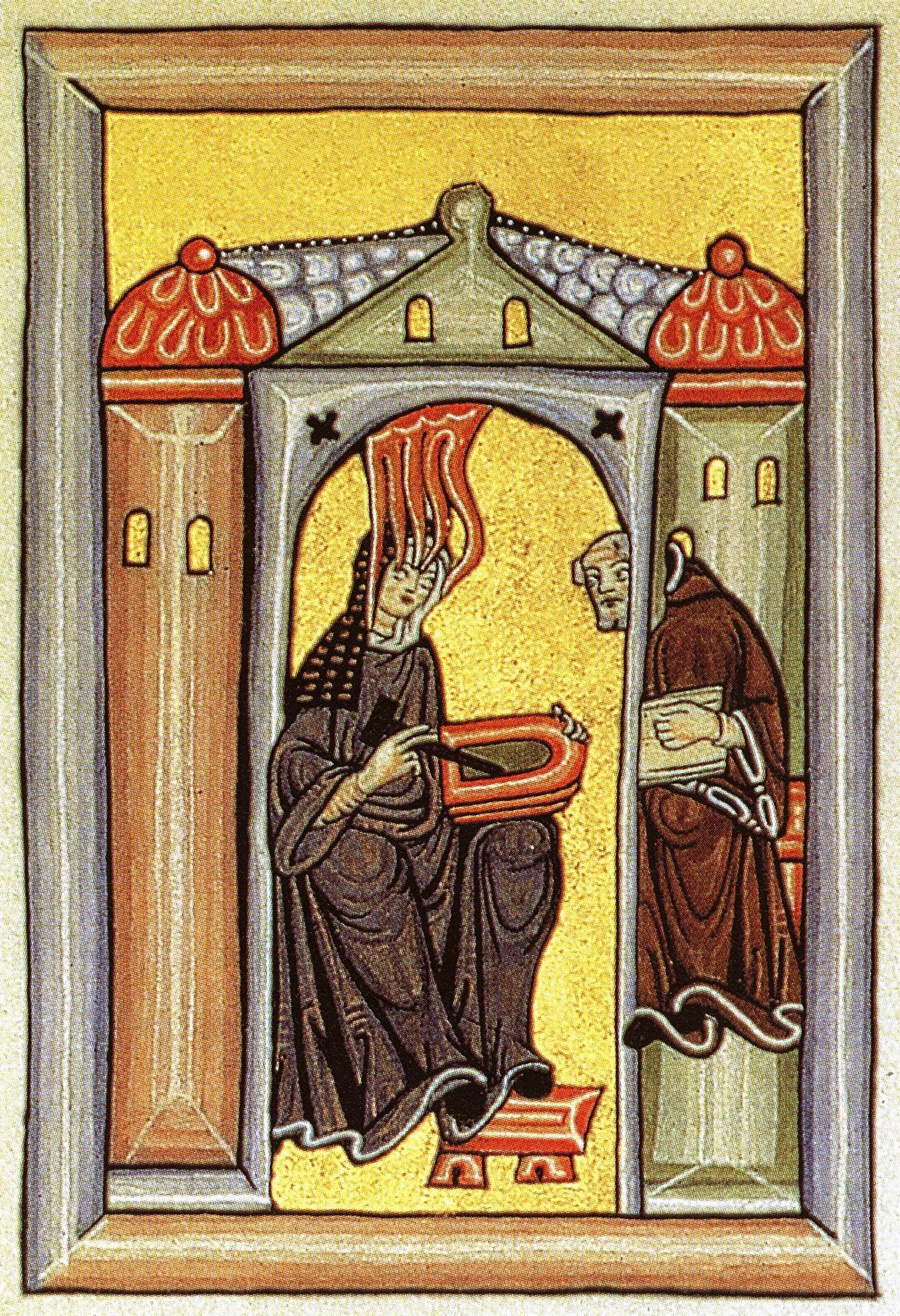
Santa Ildegarda di Bingen, canonizzata con questa procedura nel 2012 da
papa Benedetto XVI.

L'equipollenza, applicata ai casi di beatificazione e canonizzazione, è una procedura utilizzata dalla Chiesa cattolica, mediante la quale il papa approva, con un semplice decreto, un culto spontaneo esistente da tempo, senza indagini specifiche e senza attendere il verificarsi di un miracolo. Si distingue dalle beatificazioni e canonizzazioni formali, per le quali la Chiesa prevede un regolare processo e l'esistenza di un miracolo (per il beato), o di un secondo miracolo (per il santo).

## Storia
La canonizzazione equipollente fu codificata da papa Benedetto XIV, che nel suo De servorum Dei beatificatione et beatorum canonizatione fornì un elenco dei dodici santi proclamati con questa procedura prima del suo pontificato: 
Romualdo di Ravenna (1585), Norberto di Prémontré (1582), Bruno di Colonia (1623), Pietro Nolasco (1628), Raimondo Nonnato (1681), Stefano I d'Ungheria (1686), Margherita di Scozia (1691), Giovanni de Matha e Felice di Valois (1694), Papa Gregorio VII (1728), Venceslao I di Boemia (1729) e Gertrude di Helfta (1738).
Prima delle riforme del XXI secolo, doveva essere provata l'esistenza di un culto del Servo di Dio anteriore al 1534 o da tempo immemorabile.
L'esiguo novero di santi canonizzati con questa procedura dopo Benedetto XIV comprende: Pier Damiani; Bonifacio di Magonza nel 1828; Cono da Teggiano nel 1871; Cirillo e Metodio nel 1880; Cirillo di Alessandria, Cirillo di Gerusalemme, Giustino di Nablus, Agostino di Canterbury nel 1882; Giovanni Damasceno e Silvestro Guzzolini nel 1890; Beda il Venerabile nel 1899; Efrem il Siro nel 1920; Alberto Magno nel 1931; Margherita d'Ungheria nel 1943; Gregorio Barbarigo nel 1960; Giovanni d'Avila, Nicola Tavelić e i suoi tre compagni martiri nel 1970. Giovanni Paolo II vi ricorse per la canonizzazione di Stefano Pongrácz e dei suoi compagni Melchiorre Grodecký e Marco Križevčanin.
Questa procedura è stata seguita ad esempio da papa Urbano VIII per Pietro Nolasco nel 1628, da Pio IX nel 1868 per Guala de Roniis, vescovo bresciano; e da papa Pio VII, nel 1823, per Giovanna da Bagno di Romagna, religiosa italiana della congregazione camaldolese. Anche i papi Benedetto XVI e Francesco hanno proceduto a canonizzazioni e beatificazioni equipollenti: il primo, proclamando santa la beata Ildegarda di Bingen, il 10 maggio 2012; il secondo, proclamando sante la beata Angela da Foligno il 9 ottobre 2013, Pietro Favre il 17 dicembre successivo, José de Anchieta il 3 aprile 2014, suor Maria dell'Incarnazione Guyart e il vescovo François de Montmorency-Laval il 3 aprile 2014, Bartolomeo Fernandes il 5 luglio 2019 e Margherita da Città di Castello il 24 aprile 2021, le Carmelitane di Compiègne il 18 dicembre 2024.

## Altri esempi

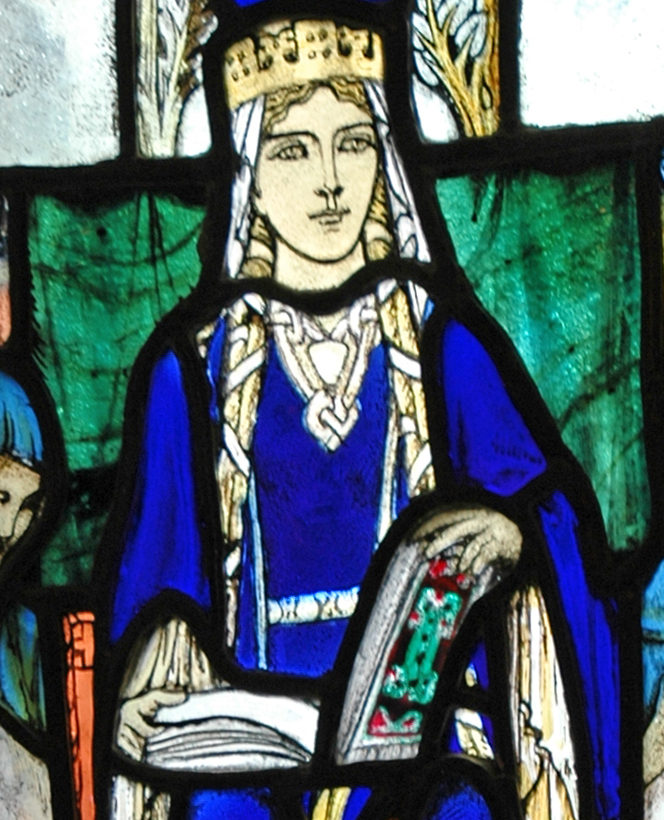
Santa Margherita di Scozia, canonizzata nel 1251 da papa Innocenzo IV.
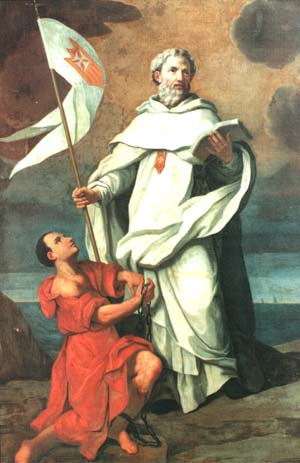
San Pietro Nolasco, canonizzato nel 1628 da papa Urbano VIII.
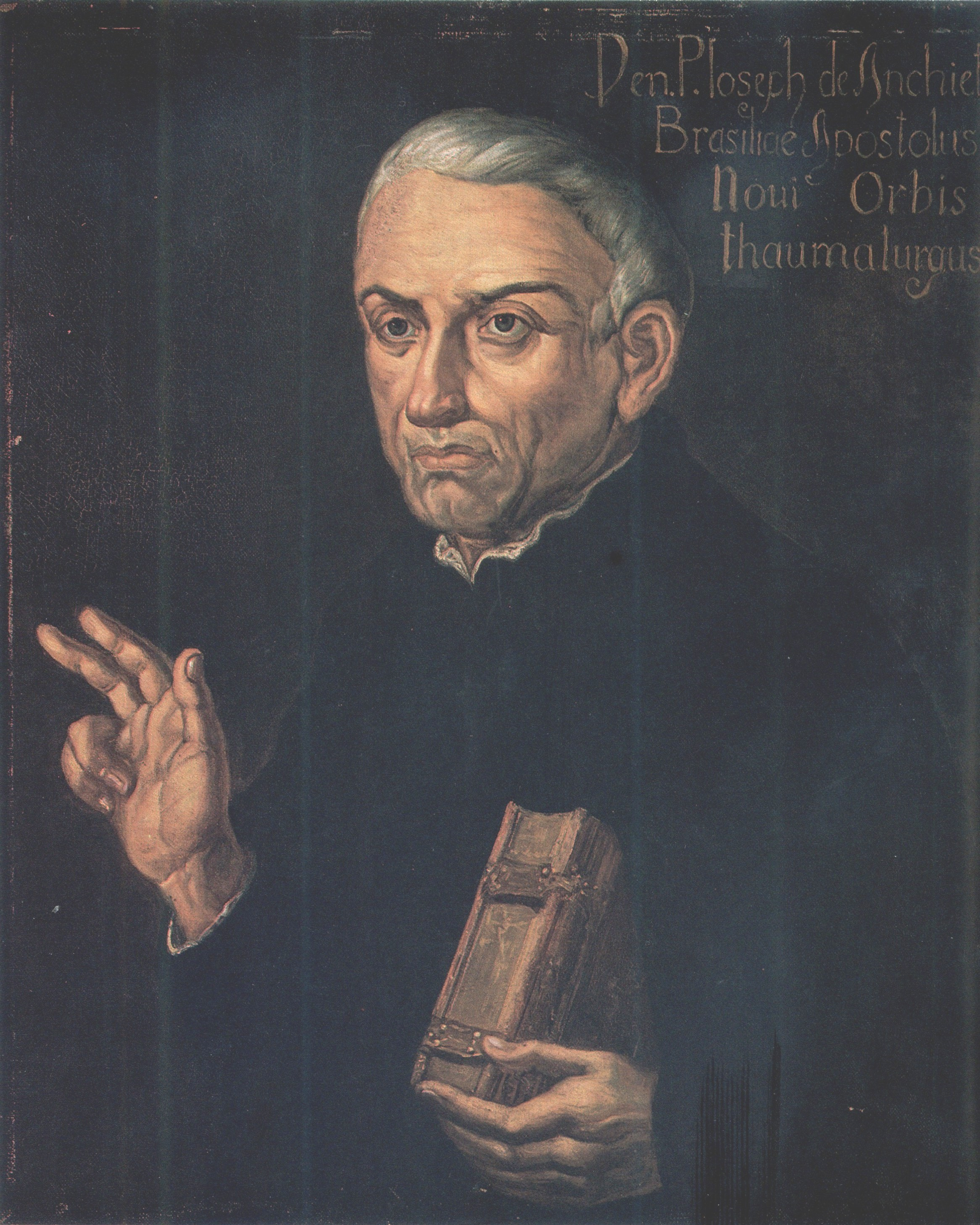
San José de Anchieta, canonizzato nel 2014 da papa Francesco.